# Carie Graves
Carolyn „Carie“ Brand Graves (* 27. Juni 1953 in Madison, Wisconsin; † 19. Dezember 2021) war eine US-amerikanische Ruderin, die 1984 Olympiasiegerin mit dem Achter wurde. 
Die 1,86 m große Carie Graves vom Boston Rowing Club gewann bei den Weltmeisterschaften 1975 mit dem US-Achter die Silbermedaille hinter dem DDR-Achter. Im Jahr darauf siegte bei den Olympischen Spielen 1976 in Montreal der DDR-Achter vor dem sowjetischen Boot und den US-Amerikanerinnen. Zusammen mit Margaret McCarthy, die wie Graves zum Bronze-Achter von 1976 gehört hatte, erreichte sie im Zweier ohne Steuerfrau den fünften Platz bei den Weltmeisterschaften 1979. 1980 gewann Graves mit dem US-Achter bei der Rotsee-Regatta in Luzern gegen den DDR-Achter. Wegen des Olympiaboykotts vieler westlicher Staaten konnte der US-Achter bei den Olympischen Spielen 1980 nicht starten, es gewann der DDR-Achter (Vizeweltmeister von 1979) vor dem Achter der Sowjetunion (Weltmeister von 1979).
1981 gewann Graves mit dem US-Achter bei den Weltmeisterschaften die Silbermedaille hinter dem sowjetischen Großboot; auch 1982, aber ohne Graves, und 1983, jetzt wieder mit Graves, erkämpfte der US-Achter die Silbermedaille hinter dem sowjetischen Achter. Bei den Olympischen Spielen 1984 fehlten die sowjetischen Weltmeisterinnen genauso wie die Weltmeisterschaftsdritten aus der DDR wegen des Olympiaboykotts der Ostblockstaaten. In Los Angeles siegte das US-Boot mit einer Sekunde Vorsprung vor den Rumäninnen.
Graves starb am 19. Dezember 2021 im Alter von 68 Jahren an den Folgen einer Alzheimer-Erkrankung.